# Linquan

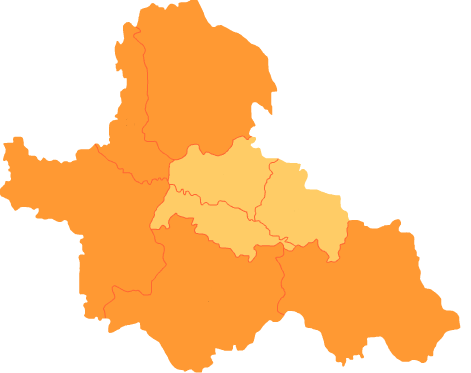
Lage der kreisfreien Stadt Linquan im Gebiet der bezirksfreien Stadt Fuyang

Der Kreis Linquan (chinesisch 临泉县, Pinyin Línquán Xiàn) ist ein Kreis im Nordwesten der chinesischen Provinz Anhui. Er gehört zum Verwaltungsgebiet der bezirksfreien Stadt Fuyang. Linquan hat eine Fläche von 1.834 km² und 1.650.000 Einwohner (Stand: Ende 2018).